# Pedro Navarro (dramaturgo)
Pedro (o más probablemente Diego) Navarro (Toledo, segunda mitad del siglo XVI) fue un dramaturgo, actor y director escénico.
Toledano, hacia 1580 escribió la Comedia muy ejemplar de la marquesa de Salucia, llamada Griselda impresa en 1603 sin más datos de impresor o lugar. De esta edición antigua, por lo que sabemos, se conserva solo el ejemplar de la Biblioteca Nacional de España en Madrid, con signatura R/12024 y que perteneció a Pascual de Gayangos. El texto impreso aparece dividido en cinco actos, aunque es probable que el original tuviera solo cuatro, y cuenta 1070 versos dispuestos en quintillas. Cervantes, en el prólogo a sus Ocho comedias (1615), refiriéndose al autor solo por el apellido, comentó que como actor "era famoso en hacer la figura de un rufián cobarde" y que como director escénico "inventó tramoyas, nubes, truenos y relámpagos, desafíos y batallas". Agustín de Rojas Villandrando lo citó, siempre solo por su apellido, en su El viaje entretenido como uno de los más famosos cómicos que escribieron piezas dramáticas; también Lope de Vega lo menciona de pasada, simplemente como "Navarro", en alguna ocasión, como escritor de comedias y figura histórica del primitivo teatro español. La hispanista Caroline Brown Bourland hizo una edición de la Comedia que publicó en el número IX de la Revue Hispanique en 1902. 
Recientemente ha sido publicada en open access una edición con texto modernizado (Navarro, Comedia muy ejemplar de la Marquesa de Salucia, llamada Griselda, introducción, edición y notas de Guillermo Carrascón, Anejos de Artifara, Universidad de Turín, 2018, isbn: 9788875901219) acompañada por el texto de la historia de Griselda, según la versión publicada en la Suma de todas las crónicas del mundo (Valencia, Jorge Costilla, 1510), traducción castellana por Narciso de Vinyoles del original latino de Jacopo Filippo Foresti, versión que sirvió de hipotexto directo a Navarro para su Comedia muy ejemplar. Como es bien sabido la historia alcanzó forma literaria por primera vez en la última novela (Dec.X,10) del Decamerón de Giovanni Boccaccio, en la que se inspiró Foresti. 
En la introducción de esta edición se argumenta que el nombre de pila "Pedro" atribuido al autor de la Comedia muy ejemplar es una hipótesis infundada moderna, introducida por primera vez en 1656 por Rodrigo Méndez de Silva, en su Catálogo real y genealógico de España sin justificación alguna, mientras que los autores precedentes que lo habían mencionado (Cervantes, Lope de Vega, Agustín de Rojas Villandrando y Fray Juan González de Criptana) siempre se habían referido a él simplemente como "Navarro", sin nombre de pila, que es la misma forma en la que aparece en el texto editado en 1603: "Comedia muy exemplar ... compuesta por el vnico Poeta y Representante / Nauarro". Por esta y otras razones que se pueden leer  debidamente documentadas en la citada introducción, parece mucho más probable que el autor de la Comedia muy ejemplar de la Marquesa de Salucia, llamada Griselda fuese el actor Diego Navarro, activo en la compañía del autor de comedias Cisneros a principio de la década de 1580, que no que fuese un tal 'Pedro' Navarro del que no hay ninguna traza histórica.